# Nordenskiöld
Nordenskiöld (eller Nordenskjöld) er en svensk-finsk adelig slægt.

## Kendte medlemmer
- Nils Adolf Erik Nordenskiöld
- Nils Erland Herbert Nordenskiöld
- Nils Gustaf Nordenskiöld
- Nils Otto Gustaf Nordenskjöld